# Krzyż Henryka II

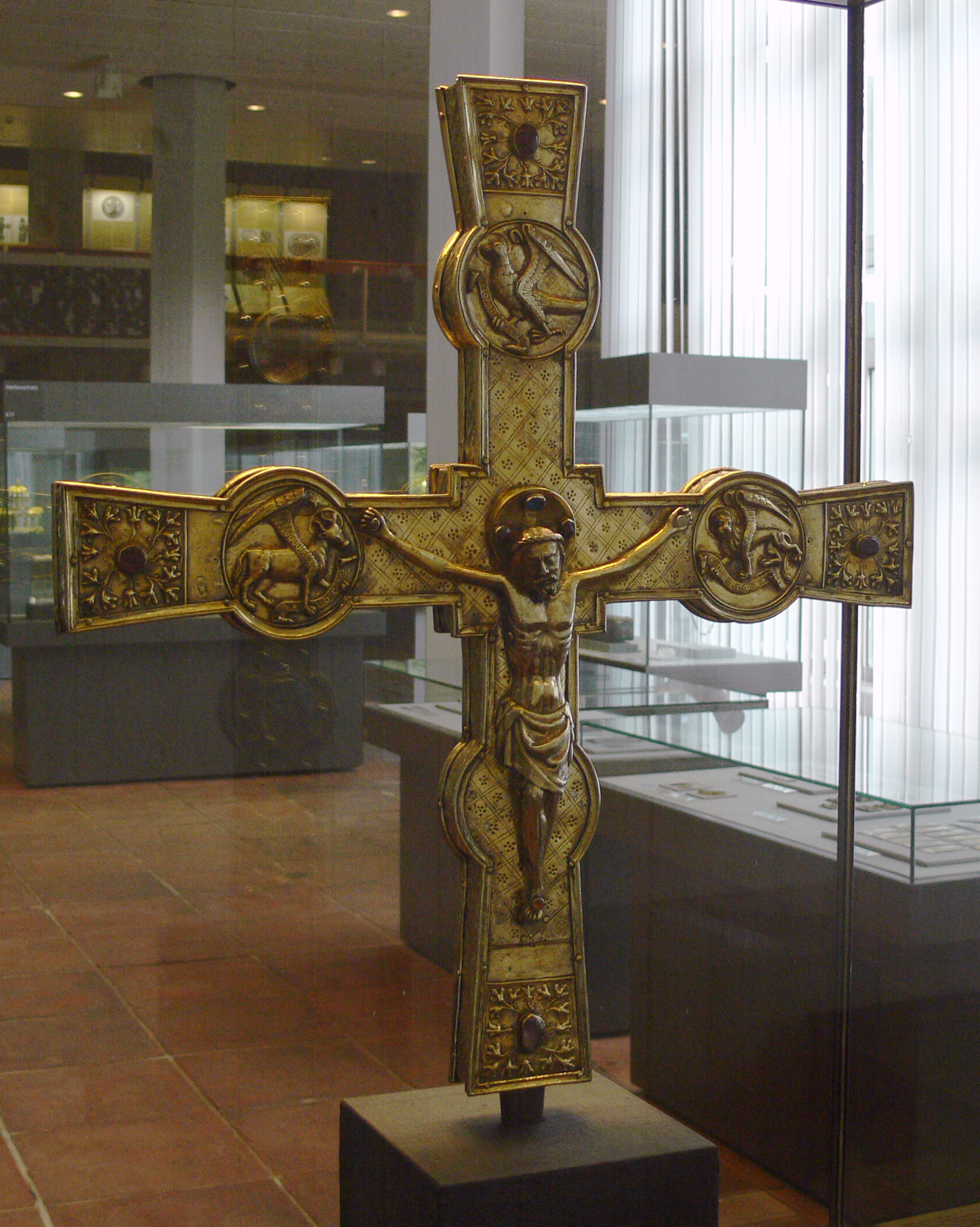
Krzyż Henryka II (późnogotycki rewers)

Krzyż Henryka II (niem. Heinrichskreuz) — krzyż relikwiarzowy, dar cesarza Henryka II dla katedry w Bazylei (Basel-Stadt, Szwajcaria). Jeden z najcenniejszych przedromańskich cruces gemmatae, dzieło sztuki doby Ottonów.   

## Dzieje
Bazylea była jednym z najważniejszych miejsc w działalności fundacyjnej cesarza Henryka II. Na miejscu starszej katedry z XI wieku wzniesionej przez biskupa Haito Henryk II wzniósł nową przedromańską, którą hojnie uposażył w dzieła złotnicze. Do najważniejszych należało antependium ołtarzowe oraz relikwiarz Krzyża Pańskiego. Nieznany jest dokładny czas powstania tegoż dzieła, ogólnie jest szeroko datowany na lata 1000-1050. Terminus ad quem może stanowić data konsekracji katedry bazylejskiej przez biskupa Adalbero II w 1019 r. Podczas tej uroczystości w obecności cesarza-donatora obecne były relikwie Krzyża Chrystusowego. 
Przez ponad osiem stuleci był przechowywany w skarbcu katedry bazylejskiej, funkcjonował zarówno jako relikwiarz per se, ponadto krzyż ołtarzowy i procesyjny.  Po kanonizacji Henryka II włożono do niego relikwie świętego cesarza. W XV wieku zabytek został gruntownie odnowiony, wykonano na  nowo z pozłacanego srebra odwrocie, zachowując jedynie oryginalną część przednią. Z XVI stulecia pochodzi wzmianka, iż w krzyżu umieszczono relikwie Krwi Pańskiej (crucem preciosorem in qua sanguinis miraculosi reliquie sunt reconditi). 
Po kasacji skarbca w 1833 roku, trzy lata później drogą sprzedaży na aukcji w Liestal trafił do rąk pruskich Hohenzollernów. Nabywcą był książę Karol (1803-1883) który wzbogacił tym dziełem zbrojownię berlińskiego pałacu przy Wilhelmplatz, następnie relikwiarz został przeniesiony do zamku Glienicke k. Poczdamu. Ostatecznie z inicjatywy księcia Fryderyka Leopolda (1865-1931) został przekazany do zbiorów muzealnych. Od 1917 znajduje się w zbiorach Kunstgewerbemuseum, którego obecna siedziba mieści się na Kulturforum w Berlinie.

## Wygląd
Krzyż Henryka II (o wymiarach 51,2 x 46,2 centymetrów) ma formę niemal równoramienną (wariant krzyża greckiego). Jego dębowy rdzeń jest pokryty złotą (strona przednia z relikwiami) i srebrną (odwrocie z krucyfiksem oraz boki krzyża) blachą. W części wykonanej ze złota zastosowano techniki odlewania i filigranu. Pola wewnętrzne zdobi odlany na matrycy prosty ornament geometryczny w formie siatki. Zaakcentowano krawędzie, które tworzą swego rodzaju ozdobną bordiurę pokrytą filigranową dekoracją w formie przeplatających się wolut i spirali. Na tę powierzchnię nałożono niemal równomiernie drogie kamienie (m.in. szafiry, rubiny, spinele, szmaragdy, topazy, ametysty) szlifowane en cabochon, rozmieszczone pomiędzy mniejszymi perłami. Poprzez zastosowanie alternacji kamieni i pereł pogłębiono grę kontrastów. Na skrzyżowaniu ramion umieszczono wielką antyczną kameę z chalcedonu w formie stylizowanej główki mężczyzny. Ramiona krzyża akcentują wielkie okrągłe kaboszony z kryształu górskiego wewnątrz których umieszczono relikwie Krzyża Pańskiego, Krwi Pańskiej oraz św. Henryka.
Powierzchnię odwrocia zdobi grawerowany ornament geometryczny w formie rombów, w polach każdego rombu zdobi ażurowy pięcioliść. Część centralną zajmuje odlewana, pełnoplastyczna figurka Chrystusa ukrzyżowanego, na zaokrągleniach znajdują się sztancowane symbole ewangelistów: anioł - św. Mateusz; lew - św. Marek; wół - św. Łukasz; orzeł - św. Jan. Drobne kamienie szlachetne i półszlachetne zdobią nimb Chrystusa i akcentują skraje ramion.

## Analiza
Pierwsze wzmianki źródłowe łączące przedromański krzyż z osobą cesarza Henryka II pochodzą dopiero z XV wieku. Otwiera je brewiarz biskupa Bazylei Friedricha von Rhin spisany między 1437-1439. Kolejne źródła oraz zachowane do dziś dzieła sztuki związane z krzyżem poświadczają przynajmniej o czterech funkcjach, służył do bezpośredniej weneracji relikwii, był używany podczas liturgii poprzez wystawienie na mensie ołtarzowej oraz był noszony podczas procesji. Poświadczają o tym zachowane do dziś pochodzące również z bazylejskiego skarbca romańska stopa do ustawiania krzyża na ołtarzu oraz XVI-wieczna laska na którą nakładano krzyż podczas procesji. Źródła wspominają także iż podczas Niedzieli Palmowej krzyż kładziono na poduszce ustawianej na specjalnie przeznaczonej do tej funkcji kolumnie wokół której kładziono poświęcone palmy. O randze krzyża i używaniu podczas szczególnych uroczystości poświadcza wzmianka z roku 1493 o nawiedzeniu katedry bazylejskiej przez Maksymiliana I, który miał ucałować relikwiarz.  
Od strony typologicznej, stylistycznej i ideowej najstarszy krzyż z katedry w Bazylei w pełni wpisuje się w poczet dzieł złotniczych związanych z Ottonami, którymi są cztery krzyże ofiarowane opactwu w Essen (krzyż Ottona i Matyldy, krzyż Matyldy, tzw. krzyż z wielkimi emaliami oraz krzyż Teofano) oraz krzyż Lotara w katedrze akwizgrańskiej. Wszystkie są wykonane z czystego złota i pokryte gęsto kamieniami szlachetnymi, nadto zastosowano technikę filigranu i podobny schemat kompozycyjny, polegający na wyeksponowaniu bordiury. Ważnym przymiotem jest również utożsamienie krzyża z imieniem władcy. Cechami odróżniającymi krzyż bazylejski od pozostałych dzieł jest symetryczne zaakcentowanie aż czterech repozytoriów na relikwie w postaci kryształowych kaboszonów akcentujących ramiona (większość przedromańskich i romańskich krzyży relikwiarzowych nie ma tak ostentacyjnie zaakcentowanych relikwii), wypukła "rzeźbiarska" forma antycznej gemmy oraz forma krzyża greckiego.
Oprócz krzyża Henryka II ze skarbca katedry bazylejskiej pochodzi aż osiem innych krzyży w tym cztery relikwiarzowe. Wszystkie pochodzą z XIV–XVI stuleci. Zapewne w warsztacie Hansa Rutenzwiga powstał pomiędzy 1350–1400 relikwiarz z Grupą Ukrzyżowania ozdobiony emaliami. Na 1460 rok datuje się kolejny krzyż, charakteryzujący się ramionami częściowo wykonanymi z kryształu górskiego, wewnątrz których umieszczono relikwie. Przed 1470 rokiem w Strasbourgu sprawiono późnogotycki krzyż składający się z dwóch spiętrzonych i bogato zdobionych aediculi oraz krucyfiksu, który flankują figurki Matki Boskiej i św. Jana Ewangelisty. Określany jest mianem krzyża Halwila ze względu na taką nazwę figurującą w inskrypcjach nad tarczami herbowymi zdobiącymi relikwiarz. Ze zbiorów berlińskich pochodził zaginiony w 1945 roku wielki krzyż zw. Kapellenkreuz wykonany w Górnej Nadrenii około 1330 roku. Składał się z masywnej podstawy podtrzymującej przez sześć figurek lwów aediculi bogato zdobionej formami typowymi dla gotyckiej architektury oraz wielkiego krzyża z figurką Chrystusa Ukrzyżowanego o ramionach zakończonych motywem fleur-de-lys. Flankowały go pełnoplastyczne figurki Matki Bożej i św. Jana oraz czterech aniołów. 
W latach 1445–1450 wykonano srebrny krzyż ołtarzowy będący niemal kopią krzyża Henryka II. Zachowano zasadnicze wspólne cechy, proporcje, wielkość, układ kompozycyjny, ale uproszczono dekorację, rezygnując m.in. z użycia techniki filigranu, czy aplikacji starszymi gemmami.